# NGC 791
NGC 791 في الفهرس العام الجديد، هي مجرة، تقع في كوكبة الحوت. اكتشفت في 3 ديسمبر 1861 بواسطة هاينريش لويس دريست.

## روابط خارجية
- NGC 791 على موقع ويكي سكاي: DSS2, SDSS, GALEX, IRAS, Hydrogen α, X-Ray, Astrophoto, Sky Map, Articles and images